# Anita Leskovec
Anita Leskovec (r. Kočevar), slovenska mladinska pisateljica, knjižničarka * 28. junij 1965, Postojna.
Otroštvo je preživljala v Cerknici. Po končani osnovni šoli Notranjskega odreda v Cerknici je šolanje nadaljevala na gimnaziji v Postojni, kjer je leta 1984 maturirala. Študirala je na Pedagoški akademiji, smer slovenski jezik s književnostjo ter knjižničarstvo, kjer je leta 1987 diplomirala.
Od leta 1987 je zaposlena v Knjižnici Jožeta Udoviča Cerknica. Z družino stanuje v Dolenji vasi pri Cerknici.

### Ustvarjanje
Z objavami je začela v šolskem letu 2006/07 v revijah Ciciban in Cicido, za katere piše pesmi, pravljice, slikopise in uganke.
Od januarja 2010 objavlja v reviji EKO velikan.